# 麻生尚宏
麻生 尚宏（あそう なおひろ、2002年6月10日 - ）は、ジャパンラグビーリーグワンの清水建設江東ブルーシャークスに所属するラグビーユニオン選手。

## 略歴
桐蔭学園高等学校で、高1の終わりの全国高等学校選抜ラグビーフットボール大会（春の熊谷）から公式戦にロックで出場した。
高3の花園（第100回全国高等学校ラグビーフットボール大会）では右プロップで出場し、チームは花園連覇を達成した。
筑波大学に進み、2年時から控えながら公式戦に出場する。
2025年1月27日、ジャパンラグビーリーグワンの清水建設江東ブルーシャークスへの入団を発表した。同年3月、筑波大学卒業。